# Международная организация журналистов
Международная организация журналистов (МОЖ) (англ. International Organization of Journalists, IOJ; фр. Organisation internationale des journalistes, OIJ) — добровольное творческое объединение журналистов в XX веке, которое было основано на Всемирном конгрессе журналистов проходившем в июне 1946 года.
Официальные языки МОЖ — английский, арабский, испанский, немецкий, русский, французский. Международная организация журналистов имеет консультативный статус при ЭКОСОС (категория II), ЮНЕСКО (категория В).
Согласно уставу МОЖ, главными задачами МОЖ являлись: «защита мира, укрепление дружбы и сотрудничества между народами с помощью свободного, правдивого и честного информирования общественности, защита свободы печати и прав журналистов». В Международной организации журналистов состояли представители более чем ста стран мира. В качестве членов представлены не только журналисты, но и национальные журналистские союзы, профессиональные организации, комитеты, федерации, профсоюзы или другие профессиональные объединения работников Средств массовой информации; вместе с ними МОЖ насчитывает около трёхсот тысяч членов. В частности, среди членов МОЖ, практически с момента образования, состоял Союз журналистов Союза Советских Социалистических Республик.
Согласно принятому в июне 1946 года на Первом учредительном конгрессе МОЖ регламенту, высшим руководящим органом Международной организации журналистов являлся съезд, который должен проводиться не реже, чем один раз в пять лет. На этом съезде члены организации выбирают президиум и правление, которые предстоит руководить МОЖ в перерыве между сессиями. Организационно-творческие вопросы деятельности Международной организации журналистов возложены на секретариат МОЖ.
Для более эффективного исполнения заявленных задач Международная организация журналистов в 1953 году учредила Международный фонд солидарности журналистов, благодаря которому, начиная с 1958 года премировала наиболее отличившихся журналистов. Также МОЖ имел собственную награду — Почетную медаль имени Юлиуса Фучика.
В 1958 году, по решению IV конгресса Международной организации журналистов был также установлен новый профессиональный праздник «Международный день солидарности журналистов», который отмечается ежегодно, 8 сентября, в день, когда в 1943 году, в печально известной берлинской тюрьме Плётцензее, по приговору «Народной судебной палаты» Роланда Фрейслера, был казнён на гильотине Юлиус Фучик.
В 1995 году министерство внутренних дел Чехословакии приняло решение о закрытии офиса МОЖ в Праге, обвинив организацию в сотрудничестве с коммунистическим режимом. По данным чешской Википедии, после этого штаб-квартира организации была перенесена в Лиссабон.
Генеральным секретарём МОЖ в 1991—1995 был Жерар Гатино (1926—2009, генеральный секретарь Национального синдиката журналистов Франции в 1968—1991).
Президентом МОЖ по состоянию на август 1991 был Армандо Роллемберг (Бразилия).